# Chen Chien-an
Chen Chien-an (Hsinchu, 16 juni 1991) is een Taiwanese professioneel tafeltennisser. Hij speelt linkshandig met de shakehandgreep. Chen is zijn achternaam.

## Belangrijkste resultaten
- Goud op de wereldkampioenschappen 2013 met dubbelpartner Chuang Chih-yuan.
- Zilver op de wereldkampioenschappen 2017 met gemengd dubbelpartner Cheng I-ching.
- Brons met het team op de wereldkampioenschappen 2014.